# Codex Seidelianus II
Kodeks Seideliański II (łac. Codex Seidelianus II (Gregory-Aland He albo 013; Soden ε 88) – grecki rękopis uncjalny Nowego Testamentu z tekstem czterech Ewangelii, datowany paleograficznie na IX wiek. Część kart rękopisu została utracona. Wykazuje pewne podobieństwa – paleograficzne i tekstualne – do kodeksu Seidelianus I, z którym miał też część wspólnej historii. Reprezentuje wczesną formę bizantyńskiej tradycji tekstualnej i był ceniony przez XIX-wiecznych krytyków tekstu. Badania przeprowadzone w XX wieku spowodowały zmianę oceny, dzisiaj jest nisko ceniony przez krytyków tekstu, a w rezultacie rzadko cytowany we współczesnych wydaniach greckiego Nowego Testamentu.

## Opis
Kodeks stanowiony jest przez 220 pergaminowych kart (22 cm na 18 cm). Tekst ewangeliczny pisany jest jedną kolumną na stronę, po 23 linijki w kolumnie , niewielką uncjałą. Litery są podobne do spotykanych w Seidelianus I, lecz mniejsze i grubsze. Kształty liter przypominają późną uncjałę, zwłaszcza takie litery jak delta oraz theta. Tekst stosuje przydechy i akcenty, nieregularnie, tak jak i inne rękopisy tego okresu. Stosuje wielkie inicjały na marginesie, które służą wyodrębnieniu niewielkich sekcji tematycznych (akapity).
Przy pomocy małego czerwonego krzyża, przypominającego krzyż maltański, oznaczone zostały spacje. Spacje są zgodne z systemem kolometrycznym.
Kodeks zawiera tekst czterech Ewangelii z lukami (Mt 1,1-15,30; 25,33-26,3; Mk 1,32-2,4; 15,44-16,14; Łk 5,18-32; 6,8-22; 10,2-19; J 9,30-10,25; 18,2-18; 20,12-25) .
Tekst ewangeliczny dzielony jest według dwóch systemów, według długich jednostek – κεφαλαια (rozdziały) – oraz według krótkich jednostek – Sekcji Ammoniusza. Numery κεφαλαια oraz Sekcji Ammoniusza umieszczono na marginesie. W górnym marginesie umieszczono τιτλοι (tytuły) owych κεφαλαια. Sekcje Ammoniusza nie mają odniesień do Kanonów Euzebiusza.
Rękopis jest podobny do Seidelianus I zarówno pod względem paleograficznym jak i tekstualnym, ponadto część ich historii była wspólna. Z tego powodu Scrivener opisał je łącznie w tym samym podrozdziale.

## Tekst
Grecki tekst kodeksu przekazuje tekst bizantyński, z niewielką liczbą obcych naleciałości . Hermann von Soden uznał ją za wczesną formę tekstu bizantyńskiego i zaklasyfikował do rodziny tekstualnej Ki, dzisiaj oznaczanej symbolem E.
Dawni krytycy tekstu NT, tacy jak Tregelles, Scrivener jak i Gregory oceniali, że tekst rękopisu ma większą wartość niż Seidelianus I, jednak późniejsze badania wykazały, że jest odwrotnie . Kurt Aland dał mu profil tekstualny 1741 821/2 32 7s. Profil ten oznacza, że kodeks wspiera tekst bizantyński przeciwko „oryginalnemu” w 174 miejscach, współbrzmi zarówno z tekstem bizantyńskim jak i „oryginalnym” w 82 miejscach, wspiera tekst „oryginalny” przeciwko bizantyńskiemu w 3 miejscach. Ponadto kodeks posiada 7 sobie właściwych wariantów. W oparciu o ten profil tekst rękopisu został zaklasyfikowany do V kategorii Alanda. Tak więc liczba niebizantyńskich wariantów wynosi tylko 10 (w Seidelianus I – 25) .
Według Claremont Profile Method, tj. metody wielokrotnych wariantów, przekazuje standardowy tekst bizantyński zgodny z rodziną tekstualną Kx. Metodą tą przebadano tylko trzy rozdziały Ewangelii Łukasza (1; 10; 20), ale rozdział 10. jest niekompletny. Kx oznacza standardowy tekst bizantyński.

## Historia

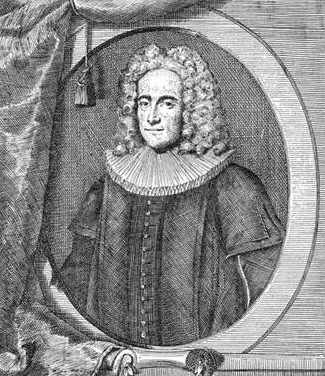
Johann Christoph Wolf, jeden z właścicieli kodeksu

Konstantin von Tischendorf oraz C.R. Gregory datował rękopis na IX lub X wiek. Scrivener datował na IX wiek. Obecnie kodeks datowany jest przez INTF na wiek IX .
Rękopis przywiózł ze Wschodu Andreas Seidel na początku XVII wieku (wraz z kodeksem Seidelianus I). Po jego śmierci, w 1718 roku, nabył go La Croze, królewski bibliotekarz z Berlina, który podarował go Wolfowi (wraz z Seidelianus I). Jedną kartę Wolf przekazał dla Richarda Bentleya, odnalazł ją Tregelles w 1845. Jest ona przechowywana w Cambridge . W 1734 roku Wettstein widział kodeks w Amsterdamie. Kodeks zaginął na dłuższy czas i był traktowany jako zagubiony rękopis. Ponownie został odnaleziony przez bibliotekarza Petersena w 1838 roku w bibliotece publicznej w Hamburgu.
Wolf w 1723 roku wydał wykaz wariantów rękopisu. Wydanie jest niestaranne i łączone dla obu rękopisów (011 i 013, oznakowane jako A i B). Wettstein w swoim wydaniu Nowego Testamentu z 1751 wykorzystał pracę Wolfa. Wettstein wciągnął go na listę rękopisów Nowego Testamentu i nadał mu siglum H. Pod takim samym siglum znajduje się na liście Griesbacha. Ponieważ Wolf skolacjonował rękopis niedokładnie i popełnił wiele błędów, Tregelles w 1850 roku ponownie skolacjonował tekst całego rękopisu, a następnie porównał go z pracą Wolfa. Również Tischendorf skolacjonował tekst rękopisu. Tischendorf wykorzystał wyniki swojej oraz Tregellesa pracy na potrzeby swego wydania Nowego Testamentu. Gregory w 1908 nadał mu siglum 013.
Tekst rękopisu był badany w Ewangeliach synoptycznych przez Russella Champlina  i Jacoba Greelingsa  . Na podstawie wyników tych badań Frederik Wisse sporządził profil tekstualny dla grupy rękopisów, do której należy Seidelianus II. We współczesnych wydaniach Nestle-Alanda jest rzadko cytowany i tylko ex silentio. UBS4 cytuje go jako Byz, które to siglum służy do oznaczenia wszystkich rękopisów tradycji bizantyńskiej. Oznacza to, że jest cytowany tylko wtedy, gdy jest zgodny z całą grupą, do której został przypisany.
Obecnie 193 kart kodeksu przechowywanych jest w Hamburgu w bibliotece tamtejszego Uniwersytetu (Cod. 91), jedna zaś karta w Trinity College (B XVII 20.21) w Cambridge .